# Rhantus schereri
Rhantus schereri är en skalbaggsart som beskrevs av Michael Balke 1990. Rhantus schereri ingår i släktet Rhantus och familjen dykare. Inga underarter finns listade i Catalogue of Life.